# Cláudio Roberto
Cláudio Roberto Andrade de Azeredo, creditado apenas como Cláudio Roberto (Rio de Janeiro, 28 de maio de 1952 – Miguel Pereira, 29 de outubro de 2022), foi um compositor e músico brasileiro. Um dos maiores amigos e principais parceiros de composição de Raul Seixas, Cláudio foi o único com quem o cantor baiano realizou um álbum inteiro (O Dia em que a Terra Parou). Participou de mais 7 álbuns de Raul como compositor: Novo Aeon, Mata Virgem, Abre-te Sésamo, Raul Seixas, Metrô Linha 743, Uah-Bap-Lu-Bap-Lah-Béin-Bum! e A Pedra do Gênesis. É conhecido por ter composto diversos sucessos junto a Raul, como "Maluco Beleza", "O Dia em que a Terra Parou", "Aluga-se", "Rock das 'Aranha'" e "Cowboy Fora da Lei".

## Biografia
Cláudio Roberto nasceu no Catete em 28 de maio de 1952, filho único do casal Ederto Vargas de Azeredo e Juracy Andrade de Azeredo. Foi personal trainer quando era aluno de Educação Física na UFRJ, mas, em 1976, influenciado por Raul Seixas, largou o curso faltando apenas um semestre para se formar, passando a dedicar-se exclusivamente à carreira musical. Teve ainda outras ocupações, como jornalista, professor de português, de inglês e de natação, vendedor de mocassins em feira hippie e, durante as madrugadas, motorista de táxi.
Conheceu Raul Seixas em 1963, quando Cláudio, com apenas 11 anos, namorava a prima dele, Heloísa Seixas. Raul já tinha 18 anos, mas a diferença de idade não impediu uma admiração mútua entre os dois. A parceria só começou de fato em 1968, quando compuseram I Don't Really Need You Anymore, canção que só foi gravada duas décadas depois para preencher espaço no curto álbum A Pedra do Gênesis, que mesmo após a inclusão da música não ultrapassou 26 minutos. A primeira colaboração de Cláudio e Raul a ser lançada, entretanto, foi a faixa-título do álbum "Novo Aeon", de 1975. Em 1977, trabalhou com o parceiro em todas as 10 músicas do álbum O Dia em que a Terra Parou, um feito inigualado por outros colaboradores de Raul. Nesse mesmo ano, decidiu mudar-se para uma chácara em Miguel Pereira, interior do Rio de Janeiro, local onde Cláudio Roberto compôs várias das músicas com Raul e onde passou a viver praticamente recluso. A mudança aconteceu quando era casado com Ângela, filha da atriz Isolda Cresta.
Em 25 de outubro de 2022, Cláudio passou por uma cirurgia para implantar uma válvula no coração. Recuperava-se em casa quando teve complicações quatro dias depois. Chegou a ser levado ao hospital, mas não resistiu e morreu em seu sítio. Seu corpo foi cremado dia 31 de outubro no Cemitério do Caju, na zona portuária do Rio. Deixou 5 filhos e vários netos.

## Composições
Todas juntamente com Raul Seixas, exceto onde indicado.
- 1975 - "Novo Aeon", com Raul Seixas e Marcelo Motta
- 1977 - "Tapanacara"
- 1977 - "Maluco Beleza"
- 1977 - "O Dia em que a Terra Parou"
- 1977 - "No Fundo do Quintal da Escola"
- 1977 - "Eu Quero Mesmo"
- 1977 - "Sapato 36"
- 1977 - "Você"
- 1977 - "Sim"
- 1977 - "Que Luz É Essa?"
- 1977 - "De Cabeça-pra-Baixo"
- 1978 - "Negócio É", com Eduardo Brasil
- 1980 - "Abre-te Sésamo"
- 1980 - "Aluga-se"
- 1980 - "Angela"
- 1980 - "Rock das 'Aranha'"
- 1980 - "Só pra Variar", com Raul Seixas e Kika Seixas
- 1980 - "Baby"
- 1980 - "É Meu Pai"
- 1980 - "À Beira do Pantanal"
- 1983 - "Coisas do Coração", com Raul Seixas e Kika Seixas
- 1983 - "Quero Mais", com Raul Seixas e Kika Seixas
- 1983 - "Aquela Coisa", com Raul Seixas e Kika Seixas
- 1984 - "Meu Piano", com Raul Seixas e Kika Seixas
- 1987 - "Quando Acabar o Maluco Sou Eu", com Raul Seixas e Lena Coutinho
- 1987 - "Cowboy Fora da Lei"
- 1987 - "Paranóia II (Baby Baby Baby)", com Raul Seixas e Lena Coutinho
- 1987 - "Loba", com Raul Seixas e Lena Coutinho
- 1987 - "Gente"
- 1987 - "Cantar"
- 1988 - "I Don't Really Need You Anymore"